# 惠妃 (康熙帝)
惠妃（17世纪—1732年），乌拉那拉氏，內務府正黃旗包衣人。正五品郎中索爾和之女，清聖祖康熙帝之妃。

## 生平
從康熙朝內務府《奏銷檔》的記載來看，康熙帝的祖母昭聖太皇太后至少在康熙二年和康熙五年為康熙帝選送過內務府女子，惠妃可能即在這一階段被選入宮中:258。目前並𣎴清楚惠妃入宮之後是否充任過宮女，亦𣎴清楚她是在何時、以何情況被康熙帝收為後宮主位。
康熙八年七月二十八日，太皇太后下達旨意，增加康熙帝位下諸位庶妃的服緞疋數。其中，除了已經生育子女的馬佳氏和張氏分別升為服二十匹緞格格、服十八匹緞格格之外，還有五位名為格蘭珠、烏鼐、安姐、華塞、觀姐的格格晉升為服十二匹緞格格。對比之後的康熙朝內務府檔案，可知此時這五位服十二匹緞格格的位分等級高於康熙二十一年服九匹緞的常侍女子，但遠低於服二十匹緞之貴格格。當代研究學者王冕森先生認為烏拉那拉氏在康熙八年七月已經懷有身孕，服緞疋數必定不會低過烏鼐格格（即日後的端嬪董氏）等人，故而推斷惠妃即是安姐、華塞、觀姐三位格格中的其中一人 :259。
康熙九年（1670年）閏二月初一日，烏拉那拉氏生皇子承慶（康熙十年四月十八日夭折）。在生育皇子之後，烏拉那拉氏晉升為小福晉，並且是康熙十年康熙帝位下的四位小福晉之一，位分等級在儲秀宮蒙古格格扎魯特博爾濟吉特氏與六位新入宮的外八旗格格之下 :259。康熙十一年二月十四日午時，生皇長子胤禔（原名保清）。
康熙十六年（1677年）五月二十四日，康熙帝諭禮部：「朕恭奉聖祖母太皇太后慈諭，稽古帝王宮闈之制，必備妃嬪，以襄內政」，詔封烏拉那拉氏為惠嬪，命禮部選擇吉期，並開列儀注具奏，同年八月二十二日，冊立妃鈕祜祿氏為皇后，並且冊封佟氏為貴妃、李氏為安嬪、王佳氏為敬嬪、董氏為端嬪、馬佳氏為榮嬪、烏拉那拉氏為惠嬪、郭絡羅氏為宜嬪，赫舍里氏為僖嬪，惠嬪在七嬪中排行第五。康熙十六年冊封的七位嬪位，其排序可能有着特殊的規律，例如安嬪和敬嬪出身外八旗世家，入宮後即獲得福晉級待遇，故而在七嬪中居首，而另外五嬪的排序則很有可能是以年紀長幼或入宮先後為依據:269。
康熙二十年（1681年）十月二十五日，惠嬪納喇氏詔封為惠妃。同年十二月二十日，貴妃佟氏晉封為皇貴妃，惠嬪則與宜嬪、德嬪、榮嬪三人一同晉封為妃，稱為惠妃。
允禩幼年曾被惠妃撫養，兩者關係密切，惠妃在允禩因「斃鷹事件」而被康熙帝痛責後，與康熙帝發生激烈爭執，以致外省督撫都有所耳聞。其實康熙帝的多位皇子都是先在惠妃所在的延禧宮居住，年紀稍長後改居佟皇后所在的景仁宮，原因可能是惠妃年紀較長，較適合照看幼兒，而佟皇后具有準嫡母身份，對學齡以上皇子的教養更為有益。
康熙三十六年三月初七日，聖祖令敬事房總管顧問行將御筆信親自交予延禧宮惠妃，令延禧宮惠妃為隨扈出征的徐常在和兩位答應酌量製作衣物
康熙四十七年十月三十日，康熙帝向領侍衛內大臣、侍衛等人指責大阿哥允禔素行不端，氣質暴戾，「厭咒親弟及殺人之事盡皆顯露，所遣殺人之人俱已自縊」，並且提及「其母惠妃，亦奏稱其不孝，請置之於法」。康熙帝固然不忍殺死允禔，但認為允禔一定不會安靜自守，必有報復之事，當派人將允禔嚴加看守，在他略有舉動時即令奏聞。
康熙五十七年，废太子妃、二阿哥福晉瓜尔佳氏病危，康熙帝著留守京城的惠妃、成妃、定嬪、寧壽宮媽媽年紀大些的五人去看視二阿哥福晉。
雍正元年四月十四日，廉親王允禩等面奉諭旨：「爾等之母年事已高，先前皇考已於兩處朱批。今將爾等妃母各迎回家中，爾等亦可問安盡意。爾等修繕房屋後，於五月底、六月初諏吉後，具奏迎回可也」。同年六月，惠妃出宮當日清晨，廉親王入宮向惠妃請安後，就回王府預備迎接惠妃入府，而引導官、護軍等於東華門外排列，預備接送惠妃。惠妃到達位於北城的廉親王府時，廉親王帶領所屬大臣、官員等於大街旁遠處跪迎，而廉親王福晉帶領女兒，以及所屬大臣、侍衛之妻、女人等於王府大門外跪迎。惠妃隨後乘轎入府，到王府正殿下轎，廉親王率領福晉以會面禮行二跪六叩禮。
雍正四年正月，雍正帝回憶起他即位之後查看康熙帝遺留下來的硃批諭旨時，發現裏面有料理宮闈家務事宜一紙，諭令有子之妃嬪，年老者各隨其子歸養府邸，年少者暫時留在宮中。雍正帝謹遵聖諭，遣人詢問諸位母妃，諸位母妃表示此係天恩，皆願隨子歸邸。雍正帝知道「慧妃母妃乃大阿哥之生母、允禩之慈母也，允禩少時即爲慧妃母妃所撫養」，但大阿哥正獲罪被禁錮，而他的諸位兒子又少不知事。因此，雍正帝傾向認為惠妃應該被奉養於允禩之邸，便「遣人詢問慧妃母妃，母妃欣然允從」。雍正帝估量允禩會害怕他探訪視察，必定會在母妃前極盡禮儀，故而命令允禩迎養惠妃於府邸。當時允祹斟酌商議諸位母妃移府之禮，議奏内有「朕思念諸位母妃之時，即令入宮相見等語」，但雍正帝以諸位母妃豈有召入相見之禮，深責允祹之非，怎麼知道迄今三年以來，諸位母妃未曾遣人至雍正帝前一問起居。雍正帝認為諸位母妃深居府中，一切皆由諸王主持，此必定是允禩從中阻撓，令諸王觀望不前，並且譴責允禩的行事狂悖，必定不能在母妃前曲盡孝道，况且允禩已經被革去黄帶子，不再是宗姓之人，惠妃母妃「亦不應在伊家居住，著莊親王、誠親王迎歸宮中供養」。惠妃因此重回寧壽宮居住。
雍正十年四月初七日，惠妃薨逝，同年九月奉安於景陵妃園寢。

## 家族
乾隆年間蕭奭所撰的《永憲錄》稱叶赫那拉氏的明珠有一位妹妹為貴妃，生皇長子，然而此並非事實，官方資料稱惠妃姓納喇氏，郎中索爾和之女（康熙四十五年竪格大玉牒亦作司庫索爾和之女）。而且，惠妃之父與明珠族內堂兄弟索爾和並非同一人，因為明珠族內堂兄弟索爾和初入仕時即為郎中，後來承襲家族內的世管佐領和二等男爵，並且升任吏部侍郎，於順治十一年病故，從未擔任司庫這類雜佐官，而《八旗滿洲氏族通譜》記內務府正黃旗包衣中有一人名索爾和，姓烏拉那拉氏，以郎中終其身，各種信息均與惠妃父親的記錄相當。
惠妃家族的始祖是納齊布祿，惠妃的五世祖是第五任扈倫國主古對朱顏之子台費喀。在台費喀的後代中，惠妃一支的仕途不佳。《八旗滿洲氏族通譜》記台費喀玄孫輩（惠妃一支）中入仕者有原任郎中索爾和、原任委署參領南泰、原任鳴贊巴僕三人，而台費喀五世孫輩（惠妃一支）中入仕者僅有原任司庫吳什巴一人。 
- 始祖：納齊布祿，首任扈倫國主，娶錫伯王女。
- 九世祖：尚延多爾和齊，第二任扈倫國主。
- 八世祖：嘉瑪喀，第三任扈倫國主。
- 七世祖：都爾機，第四任扈倫國主。
- 六世祖：古對朱顏，第五任扈倫國主。
- 五世祖：台費喀,是喀爾喀瑪伯曾祖。
- 父：索爾和，原任郎中，曾任司庫。

## 影視形象
| 影視作品           | 飾演的演員 | 使用的名字、称谓 |
| 《康熙王朝》       | 宮雪花     | 惠妃             |
| 《康熙秘史》       | 石小群     | 纳喇惠儿         |
| 《紫禁惊雷》       | 王君馨     | 惠妃颜映雪       |
| 《寂寞空庭春欲晚》 | 王若心     | 惠妃             |
| 《花落宮廷錯流年》 | 梁丹妮     | 惠妃             |

## 备注
1. ↑  媽媽在满语中为祖母之意。清宫仆妇有妈妈里一词。